# Ward (raper)
Ward, właściwie Piotr Wardaszko (ur. 8 kwietnia 1978 w Warszawie), znany również jako Wordi – polski raper. Piotr Wardaszko znany jest przede wszystkim z występów z zespole Fundacja nr 1, którego jest członkiem od 1996 roku. W latach późniejszych dołączył do formacji ZIP Skład. Jest także członkiem kolektywu Zjednoczony Ursynów.

## Dyskografia
Występy gościnne
| Album               | Rok  | Utwór                                                                       | Źródło |
| ------------------- | ---- | --------------------------------------------------------------------------- | ------ |
| Pono - Hołd         | 2002 | "Bałagan na strychu" (gościnnie: Zipera, Jędker, Jaźwa, Felipe, Ward, Kosi) | [ 5 ]  |
| Suja - Ulica nadaje | 2008 | "Zabawa w chowanego" (gościnnie: Jędker, Jaźwa, Ward)                       | [ 6 ]  |

Kompilacje różnych wykonawców
| Album                         | Rok  | Utwór                                                                 | Źródło |
| ----------------------------- | ---- | --------------------------------------------------------------------- | ------ |
| Prosto Mixtape Deszczu Strugi | 2006 | Małolat, WARD, Pono, Tadek, Boski, Juras, Roman, Wigor - "Jedziesz 2" | [ 7 ]  |
| Prosto Mixtape Kebs           | 2012 | Kazan, Kaen, WARD - "Nie podawaj się za kogoś, kim nie jesteś"        | [ 8 ]  |

## Teledyski
| Tytuł                                                                      | Rok  | Reżyseria/Realizacja | Album                                   | Źródło |
| -------------------------------------------------------------------------- | ---- | -------------------- | --------------------------------------- | ------ |
| Kali, Juras, WARD, Pono, Jedker, Dragon Davy, Miodu - "Deszczu Strugi Mix" | 2008 | —                    | Promo-mix Prosto Mixtape Deszczu Strugi | [ 9 ]  |